# Olympisch kwalificatietoernooi waterpolo vrouwen 2020
Het Olympisch kwalificatietoernooi waterpolo 2020 vond plaats van 19  t/m 24 januari 2021 in Triëst, Italië. Het toernooi was oorspronkelijk in maart 2020 gepland, maar werd vanwege de COVID-19-pandemie uitgesteld.
Acht landenteams namen deel aan het toernooi, dat werd gewonnen door Hongarije dat Nederland in de finale versloeg. Beide finalisten plaatsten zich voor de Olympische Spelen in Japan. De strijd om de derde plaats werd gewonnen door Griekenland.

## Deelnemende landen
| Basis van kwalificatie        | Datum               | Locatie             | Plaatsen | Gekwalificeerd |
| ----------------------------- | ------------------- | ------------------- | -------- | -------------- |
| Gastland                      | —                   | —                   | 1        | Italië         |
| Europees kampioenschap 2020   | 12–25 januari 2020  | Hongarije           | 6        | Hongarije      |
| Europees kampioenschap 2020   | 12–25 januari 2020  | Hongarije           | 6        | Nederland      |
| Europees kampioenschap 2020   | 12–25 januari 2020  | Hongarije           | 6        | Griekenland    |
| Europees kampioenschap 2020   | 12–25 januari 2020  | Hongarije           | 6        | Frankrijk      |
| Europees kampioenschap 2020   | 12–25 januari 2020  | Hongarije           | 6        | Slowakije      |
| Europees kampioenschap 2020   | 12–25 januari 2020  | Hongarije           | 6        | Israël         |
| Continentale selectie Oceanië | —                   | —                   | 1 0      | Nieuw-Zeeland  |
| Aziatische Spelen 2018        | 16–21 augustus 2018 | Indonesië (Jakarta) | 1        | Kazachstan     |
| Wildcard                      | 19 februari 2020    | —                   | 1 0      | Oezbekistan    |
| Total                         | Total               | Total               | 10 8     |                |

## Loting
De loting vond plaats op 11 februari 2020 in Lausanne, Zwitserland.
| Groep A                                          | Groep B                                               |
| ------------------------------------------------ | ----------------------------------------------------- |
| Nederland Frankrijk Italië Oezbekistan Slowakije | Griekenland Hongarije Israël Nieuw-Zeeland Kazachstan |

## Voorronde
Alle tijden zijn lokaal (UTC+1).

### Groep A
| Pos | Team       | Wed | W | G | V | Ptn | DV | DT | +/− | Kwalificatie |
| --- | ---------- | --- | - | - | - | --- | -- | -- | --- | ------------ |
| 1   | Italië (G) | 3   | 2 | 1 | 0 | 7   | 52 | 18 | +34 | Kwartfinale  |
| 2   | Nederland  | 3   | 2 | 1 | 0 | 7   | 44 | 15 | +29 | Kwartfinale  |
| 3   | Frankrijk  | 3   | 1 | 0 | 2 | 3   | 29 | 43 | −14 | Kwartfinale  |
| 4   | Slowakije  | 3   | 0 | 0 | 3 | 0   | 15 | 64 | −49 | Kwartfinale  |

| 19 januari 2021 18:00 | verslag | Frankrijk                              | 6–19  | Italië     | Bruno Bianchi Aquatic Center, Triëst Scheidsrechters: Nenad Periš (CRO), Adil Aimbetov (KAZ) |
| 19 januari 2021 18:00 | verslag | Scores in periodes: 1–5, 0–5, 2–3, 3–6 |       |            | Bruno Bianchi Aquatic Center, Triëst Scheidsrechters: Nenad Periš (CRO), Adil Aimbetov (KAZ) |
| 19 januari 2021 18:00 | verslag | Bouloukbachi, Dhalluin 2               | Goals | Palmieri 5 | Bruno Bianchi Aquatic Center, Triëst Scheidsrechters: Nenad Periš (CRO), Adil Aimbetov (KAZ) |

| 19 januari 2021 20:00 | verslag | Nederland                              | 22–2  | Slowakije            | Bruno Bianchi Aquatic Center, Triëst Scheidsrechters: Asumi Tsuzaki (JPN), Georgios Stavridis (GRE) |
| 19 januari 2021 20:00 | verslag | Scores in periodes: 6–0, 4–0, 8–0, 4–2 |       |                      | Bruno Bianchi Aquatic Center, Triëst Scheidsrechters: Asumi Tsuzaki (JPN), Georgios Stavridis (GRE) |
| 19 januari 2021 20:00 | verslag | Keuning 6                              | Goals | Kačková, Sedláková 1 | Bruno Bianchi Aquatic Center, Triëst Scheidsrechters: Asumi Tsuzaki (JPN), Georgios Stavridis (GRE) |

| 20 januari 2021 18:00 | verslag | Nederland                              | 7–7   | Italië             | Bruno Bianchi Aquatic Center, Triëst Scheidsrechters: Boris Margeta (SLO), Nenad Peris (CRO) |
| 20 januari 2021 18:00 | verslag | Scores in periodes: 2–1, 1–2, 3–3, 1–1 |       |                    | Bruno Bianchi Aquatic Center, Triëst Scheidsrechters: Boris Margeta (SLO), Nenad Peris (CRO) |
| 20 januari 2021 18:00 | verslag | Van de Kraats 2                        | Goals | Marletta, Tabani 2 | Bruno Bianchi Aquatic Center, Triëst Scheidsrechters: Boris Margeta (SLO), Nenad Peris (CRO) |

| 20 januari 2021 20:00 | verslag | Frankrijk                              | 17–9  | Slowakije | Bruno Bianchi Aquatic Center, Triëst Scheidsrechters: Gabriella Várkonyi (HUN), Matan Schwartz (ISR) |
| 20 januari 2021 20:00 | verslag | Scores in periodes: 5-2, 1-5, 6-1, 5-1 |       |           | Bruno Bianchi Aquatic Center, Triëst Scheidsrechters: Gabriella Várkonyi (HUN), Matan Schwartz (ISR) |
| 20 januari 2021 20:00 | verslag | Guillet 5                              | Goals | Peckova 3 | Bruno Bianchi Aquatic Center, Triëst Scheidsrechters: Gabriella Várkonyi (HUN), Matan Schwartz (ISR) |

| 21 januari 2021 16:00 | verslag | Frankrijk                              | 6–15  | Nederland              | Bruno Bianchi Aquatic Center, Triëst Scheidsrechters: Adil Aimbetov (KAZ), Matan Schwartz (ISR) |
| 21 januari 2021 16:00 | verslag | Scores in periodes: 2–8, 2–1, 2–3, 0–3 |       |                        | Bruno Bianchi Aquatic Center, Triëst Scheidsrechters: Adil Aimbetov (KAZ), Matan Schwartz (ISR) |
| 21 januari 2021 16:00 | verslag | Mahieu, Millot 2                       | Goals | Genee, Van de Kraats 4 | Bruno Bianchi Aquatic Center, Triëst Scheidsrechters: Adil Aimbetov (KAZ), Matan Schwartz (ISR) |

| 21 januari 2021 18:00 | verslag | Italië                                 | 26–4  | Slowakije       | Bruno Bianchi Aquatic Center, Triëst Scheidsrechters: Georgios Stavridis (GRE), Gabriella Várkonyi (HUN) |
| 21 januari 2021 18:00 | verslag | Scores in periodes: 6–1, 7–0, 5–2, 8–1 |       |                 | Bruno Bianchi Aquatic Center, Triëst Scheidsrechters: Georgios Stavridis (GRE), Gabriella Várkonyi (HUN) |
| 21 januari 2021 18:00 | verslag | Palmieri, Queirolo 5                   | Goals | Stankovianska 3 | Bruno Bianchi Aquatic Center, Triëst Scheidsrechters: Georgios Stavridis (GRE), Gabriella Várkonyi (HUN) |

### Groep B
| Pos | Team        | Wed | W | G | V | Ptn | DV | DT | +/− | Kwalificatie |
| --- | ----------- | --- | - | - | - | --- | -- | -- | --- | ------------ |
| 1   | Griekenland | 3   | 3 | 0 | 0 | 9   | 41 | 11 | +30 | Kwartfinale  |
| 2   | Hongarije   | 3   | 2 | 0 | 1 | 6   | 55 | 16 | +39 | Kwartfinale  |
| 3   | Kazachstan  | 3   | 0 | 1 | 2 | 1   | 18 | 43 | −25 | Kwartfinale  |
| 4   | Israël      | 3   | 0 | 1 | 2 | 1   | 10 | 54 | −44 | Kwartfinale  |

| 19 januari 2021 14:00 | verslag | Hongarije                              | 27–2  | Israël              | Bruno Bianchi Aquatic Center, Triëst Scheidsrechters: Sander Gransjean (NED), Alessandro Severo (ITA) |
| 19 januari 2021 14:00 | verslag | Scores in periodes: 7–2, 3–0, 9–0, 8–0 |       |                     | Bruno Bianchi Aquatic Center, Triëst Scheidsrechters: Sander Gransjean (NED), Alessandro Severo (ITA) |
| 19 januari 2021 14:00 | verslag | Keszthelyi 5                           | Goals | Futorian, Yaacobi 1 | Bruno Bianchi Aquatic Center, Triëst Scheidsrechters: Sander Gransjean (NED), Alessandro Severo (ITA) |

| 19 januari 2021 16:00 | verslag | Griekenland                            | 13–5  | Kazachstan    | Bruno Bianchi Aquatic Center, Triëst Scheidsrechters: Svetlana Dreval (RUS), Boris Margeta (SLO) |
| 19 januari 2021 16:00 | verslag | Scores in periodes: 4–1, 4–1, 3–2, 2–1 |       |               | Bruno Bianchi Aquatic Center, Triëst Scheidsrechters: Svetlana Dreval (RUS), Boris Margeta (SLO) |
| 19 januari 2021 16:00 | verslag | Tsoukala 7                             | Goals | Khritankova 2 | Bruno Bianchi Aquatic Center, Triëst Scheidsrechters: Svetlana Dreval (RUS), Boris Margeta (SLO) |

| 20 januari 2021 14:00 | verslag | Hongarije                              | 23–6  | Kazachstan           | Bruno Bianchi Aquatic Center, Triëst Scheidsrechters: Asumi Tsuzaki (JPN), Alessandro Severo (ITA) |
| 20 januari 2021 14:00 | verslag | Scores in periodes: 7-2, 6-3, 5-1, 5-0 |       |                      | Bruno Bianchi Aquatic Center, Triëst Scheidsrechters: Asumi Tsuzaki (JPN), Alessandro Severo (ITA) |
| 20 januari 2021 14:00 | verslag | Keszthelyi 9                           | Goals | Roga, Murataliyeva 2 | Bruno Bianchi Aquatic Center, Triëst Scheidsrechters: Asumi Tsuzaki (JPN), Alessandro Severo (ITA) |

| 20 januari 2021 16:00 | verslag | Griekenland                            | 20–1  | Israël     | Bruno Bianchi Aquatic Center, Triëst Scheidsrechters: Svetlana Dreval (RUS), Róbert Horváth (SVK) |
| 20 januari 2021 16:00 | verslag | Scores in periodes: 7–0, 3–0, 5–1, 5–0 |       |            | Bruno Bianchi Aquatic Center, Triëst Scheidsrechters: Svetlana Dreval (RUS), Róbert Horváth (SVK) |
| 20 januari 2021 16:00 | verslag | Plevritou 7                            | Goals | Hochberg 1 | Bruno Bianchi Aquatic Center, Triëst Scheidsrechters: Svetlana Dreval (RUS), Róbert Horváth (SVK) |

| 21 januari 2021 14:00 | verslag | Hongarije                              | 5–8   | Griekenland | Bruno Bianchi Aquatic Center, Triëst Scheidsrechters: Svetlana Dreval (RUS), Nenad Periš (CRO) |
| 21 januari 2021 14:00 | verslag | Scores in periodes: 1-1, 1-2, 1-3, 2-2 |       |             | Bruno Bianchi Aquatic Center, Triëst Scheidsrechters: Svetlana Dreval (RUS), Nenad Periš (CRO) |
| 21 januari 2021 14:00 | verslag | 5 spelers 1                            | Goals | Plevritou 3 | Bruno Bianchi Aquatic Center, Triëst Scheidsrechters: Svetlana Dreval (RUS), Nenad Periš (CRO) |

| 21 januari 2021 20:00 | verslag | Israël                                 | 7–7   | Kazachstan     | Bruno Bianchi Aquatic Center, Triëst Scheidsrechters: Boris Margeta (SLO), Alessandro Severo (ITA) |
| 21 januari 2021 20:00 | verslag | Scores in periodes: 2–2, 1–2, 1–2, 3–1 |       |                | Bruno Bianchi Aquatic Center, Triëst Scheidsrechters: Boris Margeta (SLO), Alessandro Severo (ITA) |
| 21 januari 2021 20:00 | verslag | Bogachenko 4                           | Goals | drie spelers 2 | Bruno Bianchi Aquatic Center, Triëst Scheidsrechters: Boris Margeta (SLO), Alessandro Severo (ITA) |

## Knock-outfase

### Wedstrijdschema
|  | Kwartfinale | Kwartfinale |             |    | Halve finale | Halve finale |  |  | Finale | Finale |
|  |             |             |             |    |              |              |  |  |        |        |
|  | 22 januari  |             |             |    |              |              |  |  |        |        |
|  |             |             |             |    |              |              |  |  |        |        |
|  | Nederland   | 19          |             |    |              |              |  |  |        |        |
|  | Nederland   | 19          | 23 januari  |    |              |              |  |  |        |        |
|  | Kazachstan  | 6           |             |    |              |              |  |  |        |        |
|  | Kazachstan  | 6           | Nederland   | 7  |              |              |  |  |        |        |
|  | 22 januari  |             | Nederland   | 7  |              |              |  |  |        |        |
|  |             | Griekenland | 4           |    |              |              |  |  |        |        |
|  | Slowakije   | Griekenland | 4           | 3  |              |              |  |  |        |        |
|  | Slowakije   |             | 24 januari  | 3  |              |              |  |  |        |        |
|  | Griekenland | 22          |             |    |              |              |  |  |        |        |
|  | Griekenland | 22          | Nederland   | 11 |              |              |  |  |        |        |
|  | 22 januari  |             | Nederland   | 11 |              |              |  |  |        |        |
|  |             | Hongarije   | 13          |    |              |              |  |  |        |        |
|  | Frankrijk   | Hongarije   | 13          | 7  |              |              |  |  |        |        |
|  | Frankrijk   | 23 januari  |             | 7  |              |              |  |  |        |        |
|  | Hongarije   | 20          |             |    |              |              |  |  |        |        |
|  | Hongarije   | 20          | Hongarije   | 13 |              |              |  |  |        |        |
|  | 22 januari  |             | Hongarije   | 13 |              |              |  |  |        |        |
|  |             | Italië      | 10          |    | Derde plaats | Derde plaats |  |  |        |        |
|  | Italië      | Italië      | 10          | 15 | Derde plaats | Derde plaats |  |  |        |        |
|  | Italië      |             | 24 januari  | 15 |              |              |  |  |        |        |
|  | Israël      | 6           |             |    |              |              |  |  |        |        |
|  | Israël      | 6           | Griekenland | 10 |              |              |  |  |        |        |
|  |             |             |             |    |              |              |  |  |        |        |
|  | Italië      | 4           |             |    |              |              |  |  |        |        |
|  | Italië      | 4           |             |    |              |              |  |  |        |        |

Wedstrijdschema 5e/8e plaats
|  | Halve finale 5–8e plaats | Halve finale 5–8e plaats |                |    | Vijfde plaats | Vijfde plaats |
|  |                          |                          |                |    |               |               |
|  | 23 januari               |                          |                |    |               |               |
|  |                          |                          |                |    |               |               |
|  | Kazachstan               | 11                       |                |    |               |               |
|  | Kazachstan               | 11                       | 24 januari     |    |               |               |
|  | Slowakije                | 10                       |                |    |               |               |
|  | Slowakije                | 10                       | Kazachstan     | 10 |               |               |
|  | 23 januari               |                          | Kazachstan     | 10 |               |               |
|  |                          | Frankrijk                | 12             |    |               |               |
|  | Frankrijk                | Frankrijk                | 12             | 11 |               |               |
|  | Frankrijk                |                          |                | 11 |               |               |
|  | Israël                   | 4                        |                |    |               |               |
|  | Israël                   | 4                        | Zevende plaats |    |               |               |
|  |                          |                          |                |    |               |               |
|  | 24 januari               |                          |                |    |               |               |
|  |                          |                          |                |    |               |               |
|  | Slowakije                | 10                       |                |    |               |               |
|  | Slowakije                | 10                       |                |    |               |               |
|  | Israël                   | 13                       |                |    |               |               |

### Kwartfinale
| 22 januari 2021 20:00 | Nederland                              | 19–6  | Kazachstan | Bruno Bianchi Aquatic Center, Triëst Scheidsrechters: Alessandro Severo (ITA), Gabriella Várkonyi (HUN) |
| 22 januari 2021 20:00 | Scores in periodes: 5–1, 4–2, 4–0, 6-3 |       |            | Bruno Bianchi Aquatic Center, Triëst Scheidsrechters: Alessandro Severo (ITA), Gabriella Várkonyi (HUN) |
| 22 januari 2021 20:00 | van de Kraats 6                        | Goals | Turova 2   | Bruno Bianchi Aquatic Center, Triëst Scheidsrechters: Alessandro Severo (ITA), Gabriella Várkonyi (HUN) |

| 22 januari 2021 16:00 | Frankrijk                              | 7–20  | Hongarije    | Bruno Bianchi Aquatic Center, Triëst Scheidsrechters: Georgios Stavridis (GRE), Sander Gransjean (NED) |
| 22 januari 2021 16:00 | Scores in periodes: 2–4, 1–3, 2–5, 2-8 |       |              | Bruno Bianchi Aquatic Center, Triëst Scheidsrechters: Georgios Stavridis (GRE), Sander Gransjean (NED) |
| 22 januari 2021 16:00 | drie spelers 2                         | Goals | Keszthelyi 5 | Bruno Bianchi Aquatic Center, Triëst Scheidsrechters: Georgios Stavridis (GRE), Sander Gransjean (NED) |

| 22 januari 2021 18:00 | Italië                                 | 15–6  | Israël                 | Bruno Bianchi Aquatic Center, Triëst Scheidsrechters: Adil Aimbetov (KAZ), Róbert Horváth (SVK) |
| 22 januari 2021 18:00 | Scores in periodes: 3–0, 3–1, 7–1, 2–4 |       |                        | Bruno Bianchi Aquatic Center, Triëst Scheidsrechters: Adil Aimbetov (KAZ), Róbert Horváth (SVK) |
| 22 januari 2021 18:00 | Marletta 4                             | Goals | Bogachenko, Hochberg 2 | Bruno Bianchi Aquatic Center, Triëst Scheidsrechters: Adil Aimbetov (KAZ), Róbert Horváth (SVK) |

| 22 januari 2021 14:00 | Slowakije                              | 3–22  | Griekenland | Bruno Bianchi Aquatic Center, Triëst Scheidsrechters: Asumi Tsuzaki (JPN), Matan Schwartz (ISR) |
| 22 januari 2021 14:00 | Scores in periodes: 1–4, 0–5, 2–7, 0–6 |       |             | Bruno Bianchi Aquatic Center, Triëst Scheidsrechters: Asumi Tsuzaki (JPN), Matan Schwartz (ISR) |
| 22 januari 2021 14:00 | Kátlovská, Kováčiková 1                | Goals | Tsoukala 6  | Bruno Bianchi Aquatic Center, Triëst Scheidsrechters: Asumi Tsuzaki (JPN), Matan Schwartz (ISR) |

### Halvefinales voor de plaatsen 5 t/m 8
| 23 januari 2021 14:00 | Kazachstan                             | 11–10 | Slowakije       | Bruno Bianchi Aquatic Center, Triëst Scheidsrechters: Gabriella Várkonyi (HUN), Georgios Stavridis (GRE) |
| 23 januari 2021 14:00 | Scores in periodes: 2–3, 4–2, 1–2, 4–3 |       |                 | Bruno Bianchi Aquatic Center, Triëst Scheidsrechters: Gabriella Várkonyi (HUN), Georgios Stavridis (GRE) |
| 23 januari 2021 14:00 | Novikova 4                             | Goals | Stankovianska 4 | Bruno Bianchi Aquatic Center, Triëst Scheidsrechters: Gabriella Várkonyi (HUN), Georgios Stavridis (GRE) |

| 23 januari 2021 16:00 | Frankrijk                              | 11–4  | Israël         | Bruno Bianchi Aquatic Center, Triëst Scheidsrechters: Asumi Tsuzaki (JPN), Sander Gransjean (NED) |
| 23 januari 2021 16:00 | Scores in periodes: 2–1, 2–0, 5–2, 2–1 |       |                | Bruno Bianchi Aquatic Center, Triëst Scheidsrechters: Asumi Tsuzaki (JPN), Sander Gransjean (NED) |
| 23 januari 2021 16:00 | Guillet, Millot 3                      | Goals | vier spelers 1 | Bruno Bianchi Aquatic Center, Triëst Scheidsrechters: Asumi Tsuzaki (JPN), Sander Gransjean (NED) |

### Halve finale
| 23 januari 2021 18:00 | Nederland                              | 7–4   | Griekenland    | Bruno Bianchi Aquatic Center, Triëst Scheidsrechters: Boris Margeta (SLO), Nenad Peris (CRO) |
| 23 januari 2021 18:00 | Scores in periodes: 1–2, 2–2, 2-0, 2-0 |       |                | Bruno Bianchi Aquatic Center, Triëst Scheidsrechters: Boris Margeta (SLO), Nenad Peris (CRO) |
| 23 januari 2021 18:00 | Megens 3                               | Goals | vier spelers 1 | Bruno Bianchi Aquatic Center, Triëst Scheidsrechters: Boris Margeta (SLO), Nenad Peris (CRO) |

| 23 januari 2021 20:00 | Hongarije                              | 13–10 | Italië     | Bruno Bianchi Aquatic Center, Triëst Scheidsrechters: Svetlana Dreval (RUS), Matan Schwartz (ISR) |
| 23 januari 2021 20:00 | Scores in periodes: 3–1, 2–2, 4–4, 4–3 |       |            | Bruno Bianchi Aquatic Center, Triëst Scheidsrechters: Svetlana Dreval (RUS), Matan Schwartz (ISR) |
| 23 januari 2021 20:00 | Keszthelyi 6                           | Goals | Marletta 4 | Bruno Bianchi Aquatic Center, Triëst Scheidsrechters: Svetlana Dreval (RUS), Matan Schwartz (ISR) |

### Wedstrijd om de zevende plaats
| 24 januari 2021 14:00 | Slowakije                              | 10–13 | Israël                | Bruno Bianchi Aquatic Center, Triëst Scheidsrechters: Adil Aimbetov (KAZ), Sander Gransjean (NED) |
| 24 januari 2021 14:00 | Scores in periodes: 1–2, 4–1, 3–5, 2–5 |       |                       | Bruno Bianchi Aquatic Center, Triëst Scheidsrechters: Adil Aimbetov (KAZ), Sander Gransjean (NED) |
| 24 januari 2021 14:00 | Halocka 4                              | Goals | Bogachenko, Farkash 3 | Bruno Bianchi Aquatic Center, Triëst Scheidsrechters: Adil Aimbetov (KAZ), Sander Gransjean (NED) |

### Wedstrijd om de vijfde plaats
| 24 januari 2021 16:00 | Kazachstan                             | 10–12 | Frankrijk      | Bruno Bianchi Aquatic Center, Triëst Scheidsrechters: Matan Schwartz (ISR), Robert Horvath (SLO) |
| 24 januari 2021 16:00 | Scores in periodes: 1–3, 3–3, 4–3, 2–3 |       |                | Bruno Bianchi Aquatic Center, Triëst Scheidsrechters: Matan Schwartz (ISR), Robert Horvath (SLO) |
| 24 januari 2021 16:00 | Roga 3                                 | Goals | vier spelers 3 | Bruno Bianchi Aquatic Center, Triëst Scheidsrechters: Matan Schwartz (ISR), Robert Horvath (SLO) |

### Troostfinale
| 24 januari 2021 18:00 | Griekenland                            | 10–4  | Italië                 | Bruno Bianchi Aquatic Center, Triëst Scheidsrechters: Nenad Peris (CRO), Gabriella Varkonyi (HUN) |
| 24 januari 2021 18:00 | Scores in periodes: 4–1, 0-1, 4–1, 2–1 |       |                        | Bruno Bianchi Aquatic Center, Triëst Scheidsrechters: Nenad Peris (CRO), Gabriella Varkonyi (HUN) |
| 24 januari 2021 18:00 | Tsoukala 4                             | Goals | Garibotti, Chiappini 2 | Bruno Bianchi Aquatic Center, Triëst Scheidsrechters: Nenad Peris (CRO), Gabriella Varkonyi (HUN) |

### Finale
| 24 januari 2021 20:30 | Nederland                              | 11–13 | Hongarije | Bruno Bianchi Aquatic Center, Triëst Scheidsrechters: Svetlana Dreval (RUS), Alessandro Severo (ITA) |
| 24 januari 2021 20:30 | Scores in periodes: 3–4, 2–2, 3–5, 3–2 |       |           | Bruno Bianchi Aquatic Center, Triëst Scheidsrechters: Svetlana Dreval (RUS), Alessandro Severo (ITA) |
| 24 januari 2021 20:30 | van de Kraats 5                        | Goals | Garda 3   | Bruno Bianchi Aquatic Center, Triëst Scheidsrechters: Svetlana Dreval (RUS), Alessandro Severo (ITA) |

## Eindklassering
| Rank   | Team        |
| ------ | ----------- |
| Goud   | Hongarije   |
| Zilver | Nederland   |
| Brons  | Griekenland |
| 4      | Italië      |
| 5      | Frankrijk   |
| 6      | Kazachstan  |
| 7      | Israël      |
| 8      | Slowakije   |

| Gekwalificeerd voor de Olympische Spelen | |
| · Hongarije ·                            | Selectie: Edina Gangl (doel), Dorottya Szilágyi, Zsuzsanna Máté, Gréta Gurisatti, Gabriella Szucs, Vanda Vályi, Rebecca Parkes, Anna Illés, Rita Keszthelyi, Dóra Leimeter, Anikó Gyöngyössy, Natasa Rybanska, Krisztina Garda, Orsolya Csehó-Kovácsné (doel). Bondscoach: Attila Bíró.              |
| · Nederland ·                            | Selectie: Joanne Koenders (doel), Dagmar Genee (captain), Iris Wolves, Sabrina van der Sloot, Bente Rogge, Nomi Stomphorst, Vivian Sevenich, Maartje Keuning, Maud Megens, Brigitte Sleeking, Simone van de Kraats, Debby Willemsz (doel), Maud Koopman en Nina ten Broek. Bondscoach: Arno Havenga. |